# Kasuka FC
Der Kasuka Football Club (Kelab Bola Sepak Kasuka) ist ein 1993 gegründeter Fußballverein aus Brunei, der in der Brunei Super League spielt.

## Erfolge
- Brunei Super League: 2023, 2024/25
- Brunei Super League: 2018/19 (Vizemeister)
- Brunei FA Cup: 2022 (Finalist)
- Brunei-Muara District League: 1997/98, 2000
- Brunei-Muara District League: 2000
- Mukim Kilanas Trophy: 2000
- Md Amir PP: 2000
- Brunei Pepsi Cup: 2001
- Brunei Police Cup: 1997
- Mukim Berakas Cup: 1997

## Stadion

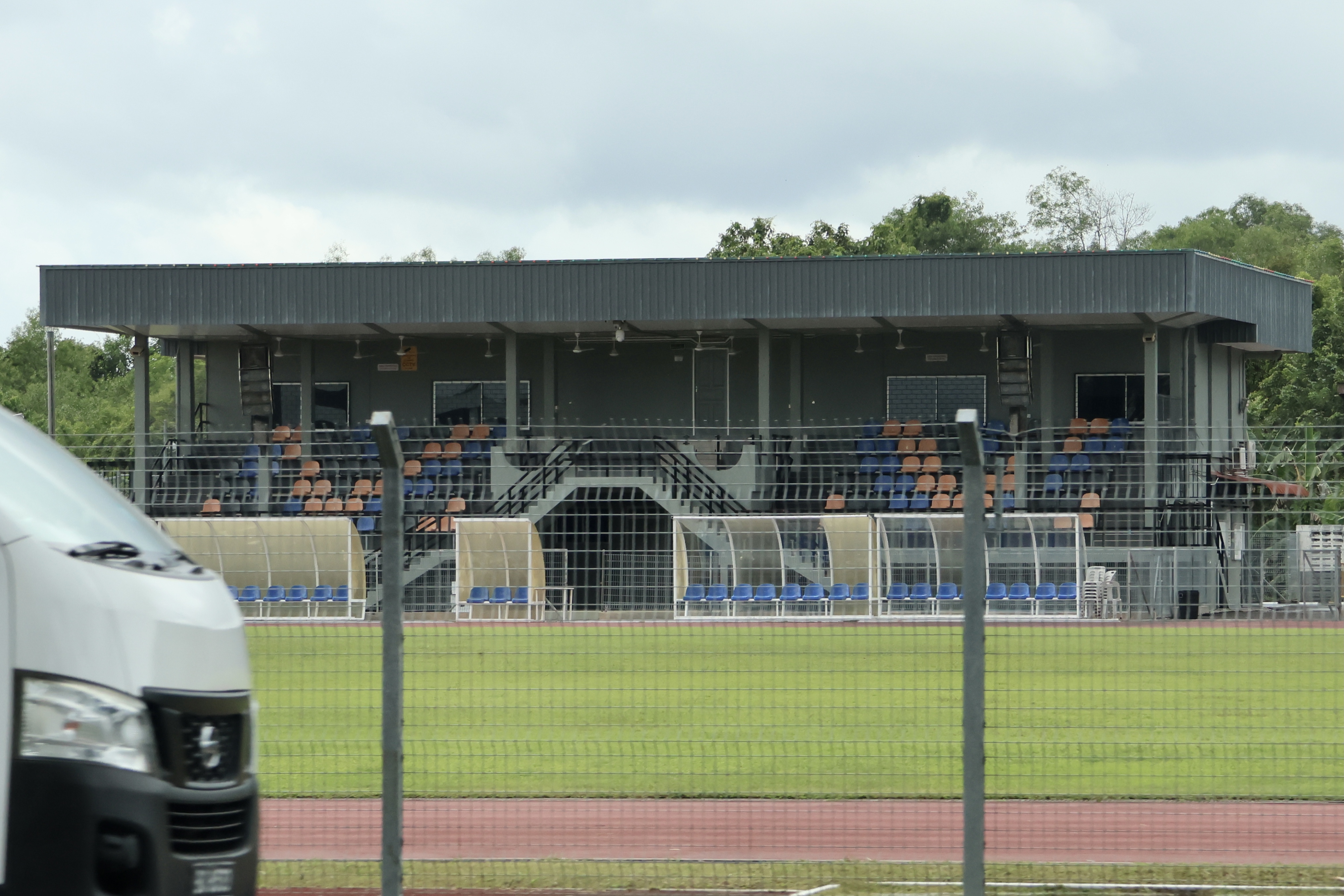
Berakas Sports Complex

Der Verein trägt seine Heimspiele im Berakas Sports Complex (Kompleks Sukan Berak) in Bandar Seri Begawan aus. Das Stadion hat ein Fassungsvermögen von 500 Personen.

## Spieler
Stand: 29. April 2023
| Nr. |           | Position | Name                               |
| --- | --------- | -------- | ---------------------------------- |
| 2   | Brunei    | AB       | Afi Aminuddin                      |
| 3   | Brunei    | MF       | Danisyh Syariee Masrazni           |
| 4   | Ghana     | AB       | Samuel Kojo Abbey                  |
| 5   | Brunei    | AB       | Reduan Petara                      |
| 6   | Brunei    | AB       | Maziri Maidin                      |
| 7   | Brunei    | MF       | Asri Aspar                         |
| 8   | Japan     | MF       | Aoi Isami                          |
| 9   | Brunei    | ST       | Shah Razen Said                    |
| 10  | Brasilien | ST       | Rosalvo Cândido                    |
| 11  | Brunei    | MF       | Maududi Hilmi Kasmi (Kapitän)      |
| 12  | Brunei    | AB       | Aman Abdul Rahim                   |
| 13  | Brunei    | ST       | Bazli Aminuddin                    |
| 14  | Brunei    | AB       | Haziq Kasyful Azim Hasimulabdillah |
| 15  | Brunei    | AB       | Hazwan Hamzah                      |

| Nr. |           | Position | Name                         |
| --- | --------- | -------- | ---------------------------- |
| 16  | Brunei    | MF       | Khairul Anwar Abdul Rahim    |
| 17  | Brunei    | MF       | Nur Asyraffahmi Norsamri     |
| 18  | Brunei    | TW       | Azman Ilham Noor             |
| 19  | Brunei    | MF       | Alinur Rashimy Jufri         |
| 20  | Brunei    | AB       | Nazhan Zulkifle              |
| 21  | Brunei    | AB       | Khairil Shahme Suhaimi       |
| 22  | Brunei    | TW       | Danish Aiman Mardianni       |
| 23  | Brunei    | ST       | Abdul Halim Hassan           |
| 25  | Brunei    | AB       | Wafiq Danish Hasimulabdillah |
| 26  | Brunei    | AB       | Abdul Hafiy Herman           |
| 27  | Brasilien | MF       | Gustavo                      |
| 28  | Brunei    | TW       | Ron Junior Philip            |
| 29  | Brunei    | AB       | Abdul Aziz Tamit             |
| 30  | Brunei    | ST       | Adi Said                     |

## Saisonplatzierung
| 2016    | Brunei Super League | 1                                   | 9                                   | 2                                   | 4                                   | 3                                   | 10:15                               | 10                                  | 7.                                  |                                     |                                     |
| 2017/18 | Brunei Super League | 1                                   | 20                                  | 9                                   | 7                                   | 4                                   | 41:32                               | 34                                  | 4.                                  |                                     |                                     |
| 2018/19 | Brunei Super League | 1                                   | 18                                  | 11                                  | 4                                   | 3                                   | 58:16                               | 37                                  | 2.                                  |                                     |                                     |
| 2020    | Brunei Super League | Abbruch wegen der COVID-19-Pandemie | Abbruch wegen der COVID-19-Pandemie | Abbruch wegen der COVID-19-Pandemie | Abbruch wegen der COVID-19-Pandemie | Abbruch wegen der COVID-19-Pandemie | Abbruch wegen der COVID-19-Pandemie | Abbruch wegen der COVID-19-Pandemie | Abbruch wegen der COVID-19-Pandemie | Abbruch wegen der COVID-19-Pandemie | Abbruch wegen der COVID-19-Pandemie |
| 2021    | Brunei Super League | Abbruch wegen der COVID-19-Pandemie | Abbruch wegen der COVID-19-Pandemie | Abbruch wegen der COVID-19-Pandemie | Abbruch wegen der COVID-19-Pandemie | Abbruch wegen der COVID-19-Pandemie | Abbruch wegen der COVID-19-Pandemie | Abbruch wegen der COVID-19-Pandemie | Abbruch wegen der COVID-19-Pandemie | Abbruch wegen der COVID-19-Pandemie | Abbruch wegen der COVID-19-Pandemie |
| 2022    | Brunei Super League | Keine Austragung                    | Keine Austragung                    | Keine Austragung                    | Keine Austragung                    | Keine Austragung                    | Keine Austragung                    | Keine Austragung                    | Keine Austragung                    | Keine Austragung                    | Keine Austragung                    |
| 2023    | Brunei Super League | 1                                   | 16                                  | 16                                  | 0                                   | 0                                   | 91:7                                | 48                                  | 1.                                  |                                     |                                     |
| 2024/25 | Brunei Super League | 1                                   |                                     |                                     |                                     |                                     |                                     |                                     |                                     |                                     |                                     |